# L'Avare
L'Avare er en fransk stumfilm fra 1908 af Georges Méliès.